# Zambellichthys bergamensis
Zambellichthys bergamensis è un pesce osseo estinto, appartenente ai folidoforiformi. Visse nel Triassico superiore (Norico, circa 210 milioni di anni fa) e i suoi resti fossili sono stati ritrovati in Italia.

## Descrizione
Questo pesce era di piccole dimensioni, e solitamente era lungo circa 7 - 8 centimetri. Possedeva un corpo slanciato simile a quello di una sardina, con una testa dal profilo triangolare, un muso corto e occhi moderatamente grandi. Le ossa del cranio e le scaglie erano ricoperte da piccoli tubercoli e creste di ganoina. L'osso nasale era dotato di un forame arrotondato vicino al margine laterale; erano presenti numerose ossa suborbitali di varie forme, disposte in due serie e poste tra il terzo e il quinto infraorbitale, il preopercolo e l'oeprcolo. Le fauci erano allungate e si estendevano posteriormente dietro all'orbita. Il preopercolo era grande e profondo, e quasi raggiungeva la regione del dermopterotico; inoltre, il preopercolo possedeva una forma caratteristica, priva di una regione anteroventrale espansa e dall'orientamento quasi verticale, con una tacca ben pronunciata nel suo margine posteriore. Il canale preopercolare era vicino al margine anteriore del preopercolo.

## Classificazione
Zambellichthys bergamensis fa parte dei folidoforiformi, un gruppo di pesci considerati alla base dei teleostei (il più grande gruppo di pesci ossei viventi), particolarmente diffusi verso la fine del Triassico in Europa. Zambellichthys bergamensis venne descritto per la prima volta da Gloria Arratia nel 2013, sulla base di resti fossili ben conservati raccolti precedentemente da Rocco Zambelli presso Ponte Giurino, in provincia di Bergamo.